# الأزمة السياسية في مدغشقر 2009
بدأت الأزمة السياسية الملغاشية 2009 (بالفرنسية: Crise politique de 2009 à Madagascar)‏ في 26 يناير 2009 مع حركة المعارضة السياسية بقيادة عمدة العاصمة أنتاناناريفو أندريه راجولينا، والتي سعت إلى الإطاحة بالرئيس مارك رافالومانانا من الرئاسة. وصلت الأزمة ذروتها في 21 مارس 2009 عندما تم إعلان أندريه راجولينا رئيسًا للسلطة الانتقالية العليا في مدغشقر، بعد خمسة أيام من نقل رافالومانانا سلطته إلى مجلس عسكري وهرب إلى جنوب إفريقيا.
أدان المجتمع الدولي على الفور الزعيم وصعوده باعتباره غير دستوري. توقف الدعم المالي والاستثمارات الأجنبية، وسقطت البلاد في واحدة من أسوأ الأزمات الاقتصادية في تاريخها. تم تعيين مجموعة التنمية لأفريقيا الجنوبية والاتحاد الأفريقي للإشراف على عودة مدغشقر السياسية.
على الرغم من أن هدف الحكومة الانتقالية كان إجراء انتخابات رئاسية في أقرب وقت ممكن لتخفيف التوترات، كان التحدي الرئيسي لها هو التوصل إلى اتفاق بين الفصائل السياسية الرئيسية الأربعة في مدغشقر (راجولينا، رافالومانانا، ألبرت زافي، ديدييه راتسيراكا) بعضها كان ولا يزال معاديًا للحكومة الانتقالية. في 11 ديسمبر 2010 تمت الموافقة رسميًا على دستور جديد، وأطلق الجمهورية الرابعة. في 28 أكتوبر 2011، تم تعيين عمر بريزيكي رئيسا للوزراء بالإجماع. كان من المقرر إجراء الانتخابات الرئاسية والبرلمانية في 8 مايو و3 يوليو 2013.